# Montagne de Rabios
La montagne de Rabios est située dans la partie sud de l'Aubrac dans le massif central sur le territoire de la commune de Saint-Laurent-de-Muret (Lozère).

## Géographie

### Topographie, géologie
La montagne de Rabios se présente sous la forme d'une mesa de 5 km de long sur 1 de large. Elle domine de très peu le reste du plateau de l'Aubrac (50 m environ) sauf au sud-est, où le dénivelé avec la vallée de Biourière atteint 200 m (voir photo). Le point culminant de l'ensemble (1 353 m) se trouve au sud-ouest (Moure de Legue).
L'intérêt du lieu est d'abord d'ordre géologique : la montagne de Rabios est en effet un exemple caractéristique de mesa basaltique dégagée par l'érosion glaciaire. En effet, les 3 glaciations successives qui ont affecté l'Aubrac (Mindel, Riss et Würm) ont contribué à isoler cet îlot de basalte au milieu du granite (tout comme la montagne voisine du Faltre). On retrouve sur ses flancs les dépôts qu'ont laissés ces 3 phases glaciaires. La plus ancienne (Mindel) est à l'origine de l'énorme bloc de granite (bloc erratique) qui couronne le sommet du Moure de Legue. Les dépôts rissiens se retrouvent à mi-pente et les dépôts würmiens sont logiquement au pied de la montagne (phase la plus récente).
La montagne comporte également sur son flanc sud-ouest un grand éboulis (résultat probable d'un processus d'érosion péri-glaciaire) qui est aujourd'hui totalement stabilisé. Sur le plateau, on dénombre deux ou trois petits lacs (ou mares) qui sont en fait des cicatrices de pingos (ou de palses), phénomène présent dans tout l'Aubrac basaltique, et qui a concerné pendant les périodes froides du quaternaire les coulées de lave à intercalations de tufs : c'est en effet l'eau stockée dans ces couches spongieuses qui gelait en formant des lentilles de glace, lesquelles bombaient le terrain. Quand cette glace a fondu, il est resté à cet emplacement une petite dépression qui est aujourd'hui souvent remplie d'eau.
Par ailleurs, la montagne de Rabios constitue un remarquable belvédère sur le sud de l'Aubrac avec une vue imprenable sur le massif du Mailhebiau à l'ouest (voir photo sur la page consacrée à ce sommet) et sur la montagne de Mountasset au sud.

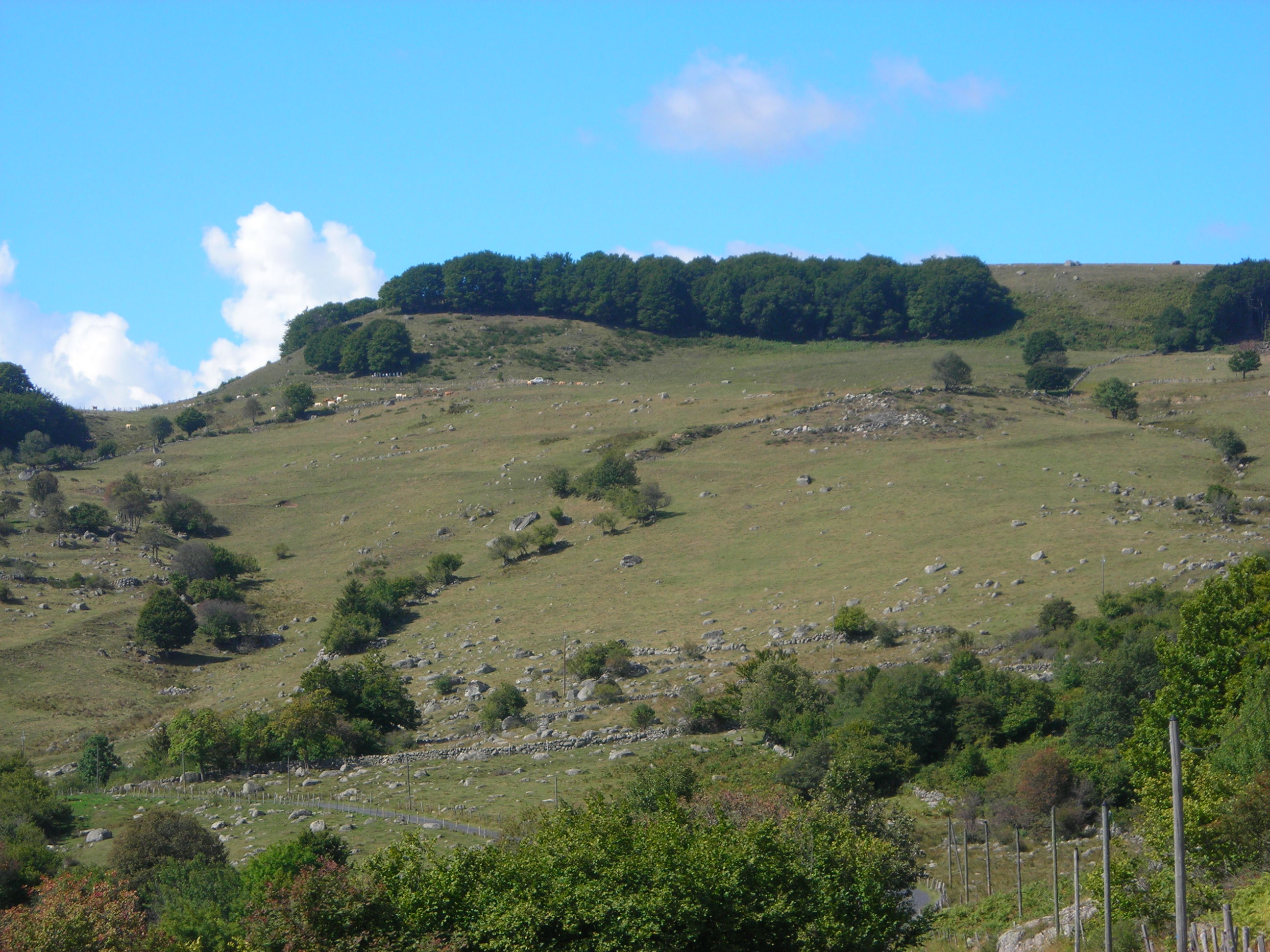
Face sud-est de la montagne de Rabios.
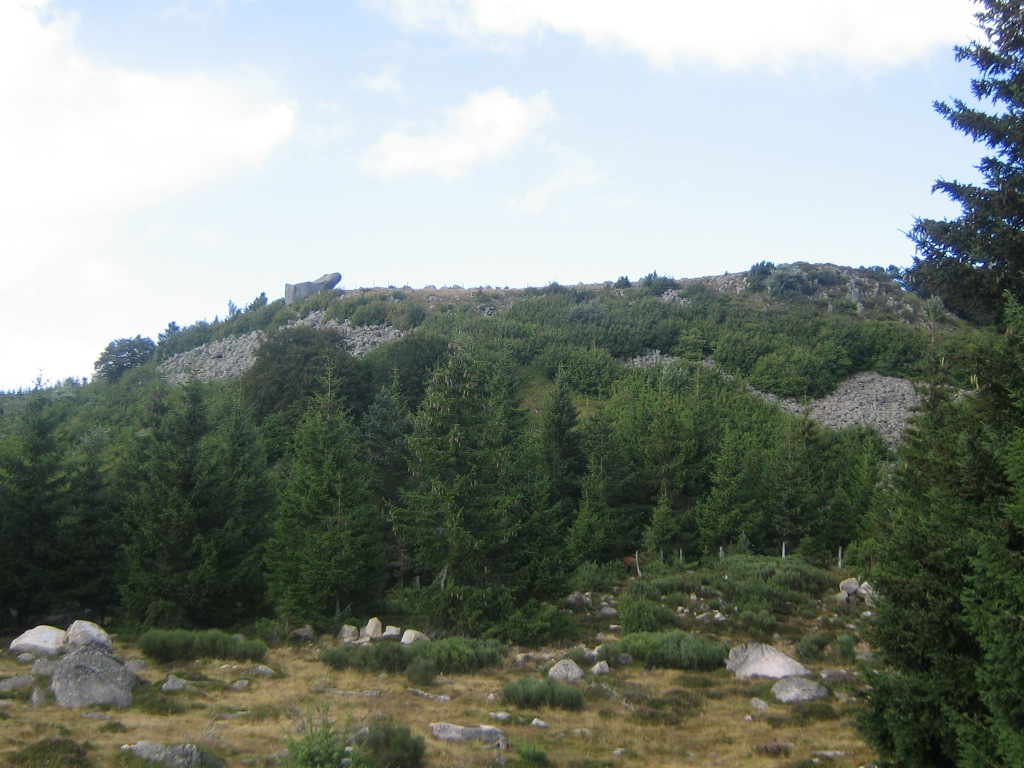
Face sud-ouest et grand éboulis.
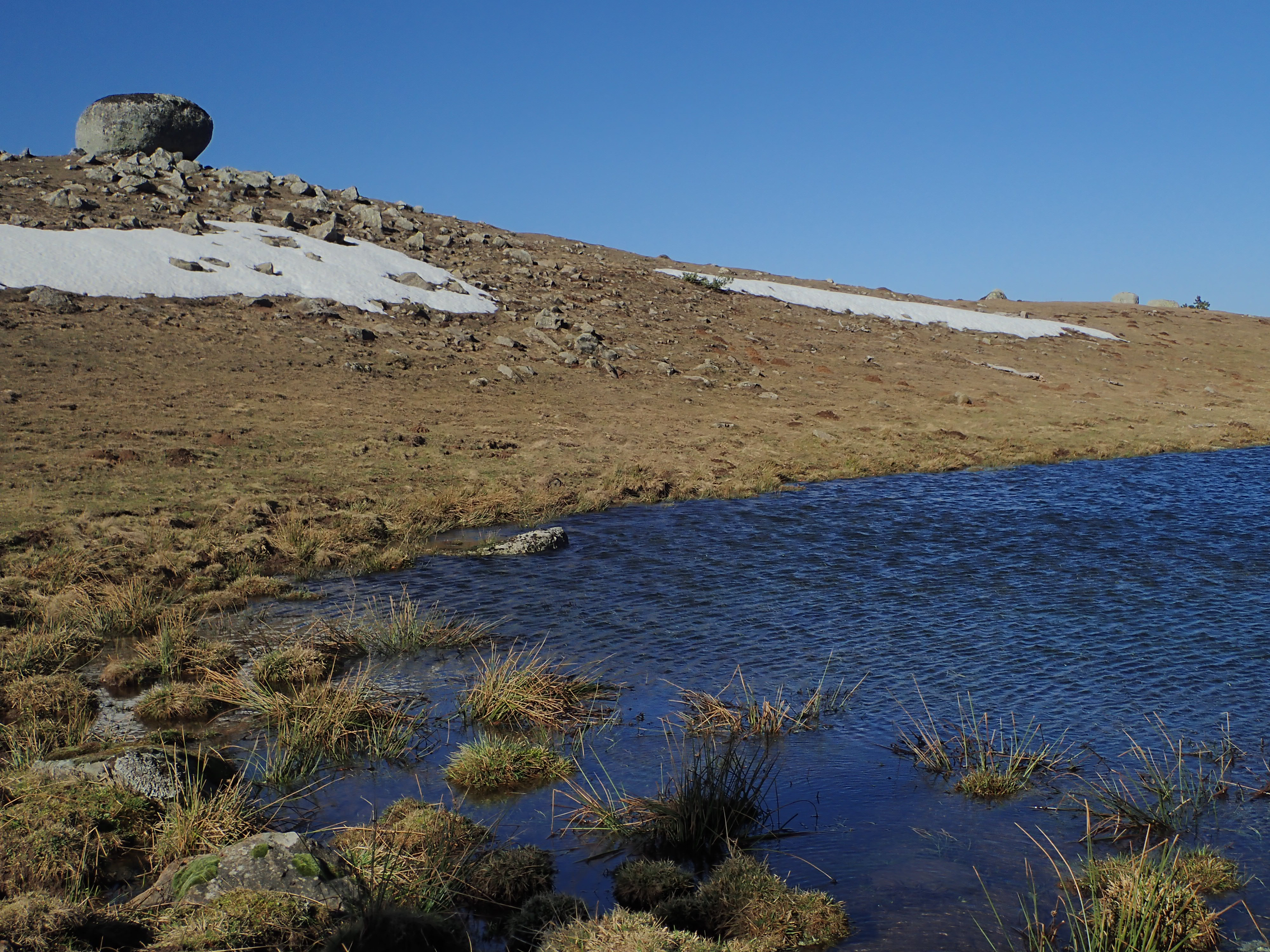
Petit lac sur le plateau sommital occupant le creux laissé par une ancienne palse.

## Écologie
La montagne de Rabios a une flore assez riche et caractéristique des sols basaltiques avec des espèces calcicoles qu'on ne retrouve pas sur le granite (exemple : centaurée des montagnes, Bois joli, Cirse erisithalès). Une ceinture forestière composée de hêtres et de noisetiers assez rabougris du fait des conditions climatiques (vents forts en particulier) entoure une partie de la montagne (au sud) : on y recense, outre les espèces déjà citées, des plantes associées au hêtre comme le lis martagon, le calament à grandes fleurs ou la cardamine à cinq ou sept folioles. Le plateau sommital est quant à lui entièrement occupé par des pâturages où l'on retrouve au printemps en très grand nombre des orchis sureau et des pulsatilles rouges (endémiques du Massif central).
Par ailleurs, les boisements artificiels d'épicéas qui recouvrent la partie nord et la bordure ouest et qui datent des années 1960 sont en recul sous la pression des éleveurs qui cherchent à agrandir les zones de pâtures. Ces boisements, qui paraissaient justifiés à l'époque, se sont révélés peu rentables et ont eu une action plutôt négative sur le milieu en l'acidifiant.